# マラウイ・プレミアディビジョン
マラウイ・プレミアディビジョン（英: Malawi Premier Division）は、マラウイサッカー協会のもとで開催されるマラウイ最上位のサッカーリーグ。は、1986年設立。現在はスポンサー名を冠してTNMスーパーリーグ（TNM Super League）と呼ばれる。

## 参加クラブ（2011-2012）

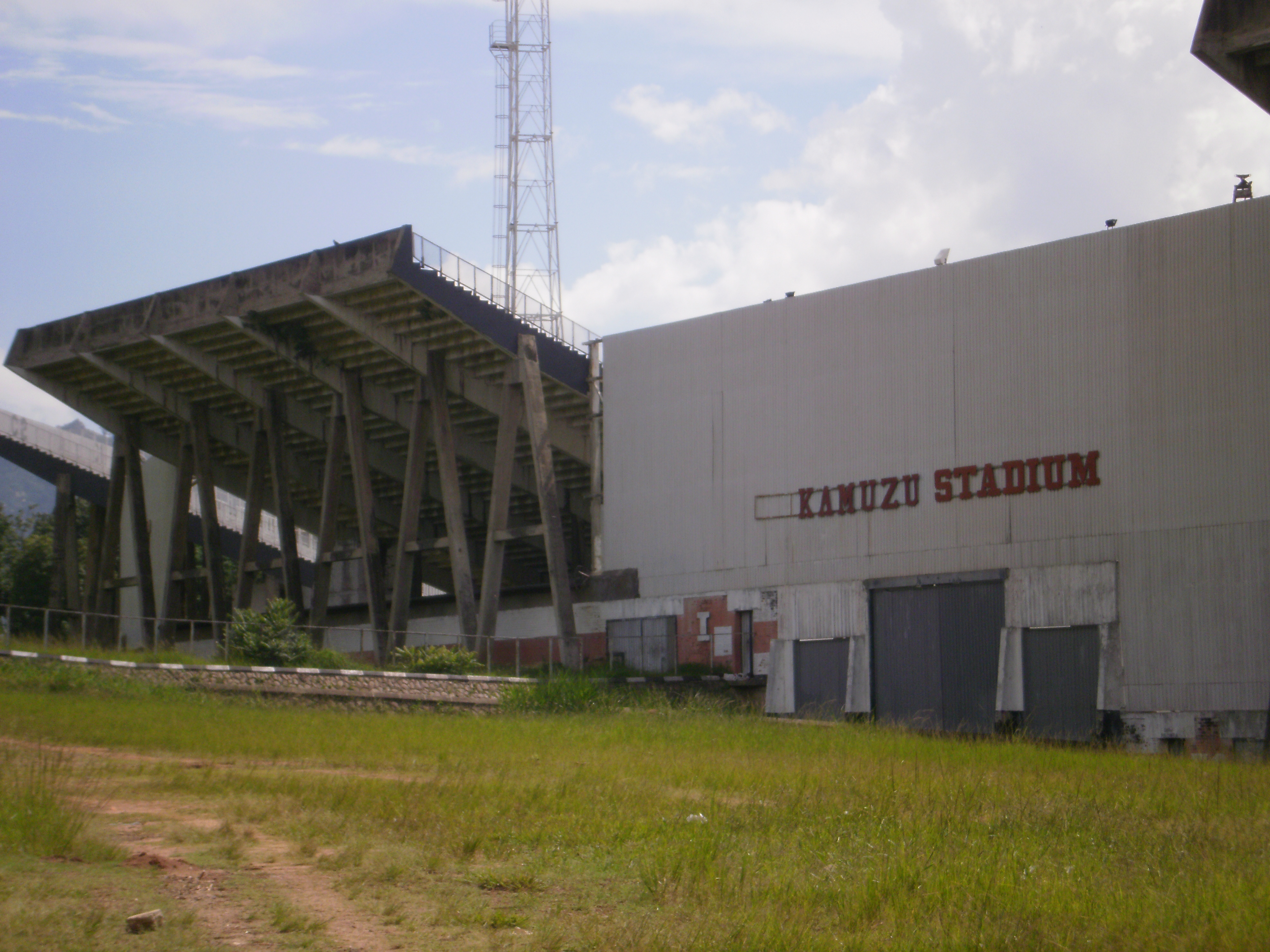
ブランタイヤのカムズ・スタジアム。50,000人収容。

- ブランタイヤ・ユナイテッドFC (ブランタイヤ)
- ブルー・イーグルスFC (リロングウェ)
- ビッグ・ブレッツ|ブレッツFC (ブランタイヤ)
- CIVOユナイテッド (リロングウェ)
- コッベ・バラック (ゾンバ)
- エンバングウェニ・ユナイテッド (ムズズ)
- EPACユナイテッド (リロングウェ)
- スーパーESCOM|エスコム・ユナイテッド (ブランタイヤ)
- MAFCO (サリマ)
- モヤレ・バラックス (ムズズ)
- ビィ・フォアード ワンダラーズFC (ブランタイヤ)
- レッド・ライオンズFC (ゾンバ)
- シルバー・ストライカーズ (リロングウェ)
- タイガースFC (ブランタイヤ)|タイガースFC (ブランタイヤ)
- ゾンバ・ユナイテッド (ゾンバ)

## 参加クラブ（2016）
- ブルー・イーグルスFC (リロングウェ)
- モヤレ・バラックス (ムズズ)
- CIVOユナイテッド (リロングウェ)
- ビィ・フォアード ワンダラーズFC (ブランタイヤ)
- タイガースFC (ブランタイヤ)|アザム・タイガースFC (ブランタイヤ)
- ビッグ・ブレッツ|ブレッツFC (ブランタイヤ)
- ムズニFC(ムズズ)
- MAFCO (サリマ)
- レッド・ライオンズFC (ゾンバ)
- マックス・ブレッツFC(ブランタイヤ)
- ドワングワ・ユナイテッドFC（ドワングワ）
- カムズ・バラックスFC (ブランタイヤ)
- ウィザーズFC(ブランタイヤ)
- シルバー・ストライカーズ (リロングウェ)
- EPACユナイテッド (リロングウェ)

## 参加クラブ（2017）
- カムズ・バラックスFC (ブランタイヤ)
- ビッグ・ブレッツ|ブレッツFC (ブランタイヤ)
- シルバー・ストライカーズ (リロングウェ)
- ブルー・イーグルスFC (リロングウェ)
- MAFCO (サリマ)
- ビィ・フォアード ワンダラーズFC (ブランタイヤ)
- モヤレ・バラックス (ムズズ)
- タイガースFC (ブランタイヤ)|アザム・タイガースFC (ブランタイヤ)
- ムズニFC(ムズズ)
- レッド・ライオンズFC (ゾンバ)
- シヴィル・スポルティング
- ドワングワ・ユナイテッドFC（ドワングワ）
- ウィザーズFC(ブランタイヤ)
- カロンガ・ユナイテッド（カロンガ）
- CIVOユナイテッド (リロングウェ)
- MTVマックス・ブレッツFC(ブランタイヤ)

## 参加クラブ（2018）
- カムズ・バラックスFC (ブランタイヤ)
- ビッグ・ブレッツ|ブレッツFC (ブランタイヤ)
- シルバー・ストライカーズ (リロングウェ)
- ブルー・イーグルスFC (リロングウェ)
- MAFCO (サリマ)
- ビィ・フォアード ワンダラーズFC (ブランタイヤ)
- モヤレ・バラックス (ムズズ)
- タイガースFC (ブランタイヤ)|アザム・タイガースFC (ブランタイヤ)
- ムズニFC(ムズズ)
- レッド・ライオンズFC (ゾンバ)
- シヴィル・サービス・ユナイテッド(リロングウェ)
- ドワングワ・ユナイテッドFC（ドワングワ）
- カロンガ・ユナイテッド（カロンガ）
- マスター・セキュリティー・レンジャーズ
- トーマス・ニレンダ・スターズFC
- ンカロ・ユナイテッド

## 歴代優勝クラブ
| - 1986 : Bata Bullets (ブランタイヤ) - 1987 : CIVOユナイテッド (リロングウェ) - 1988 : MDCユナイテッド (ブランタイヤ) - 1989 : ADMARCタイガース (ブランタイヤ) - 1990 : Limbe Leaf ワンダラーズ (ブランタイヤ) - 1991 : Bata Bullets (ブランタイヤ) - 1992 : Bata Bullets (ブランタイヤ) - 1993 : シルバー・ストライカーズ (リロングウェ) - 1994 : シルバー・ストライカーズ (リロングウェ) - 1995 : Limbe Leaf ワンダラーズ (ブランタイヤ) - 1995-96 : シルバー・ストライカーズ (リロングウェ) - 1996-97 : テレコム・ワンダラーズ (ブランタイヤ) - 1997-98 : テレコム・ワンダラーズ (ブランタイヤ) | - 1998-99 : Bata Bullets (ブランタイヤ) - 1999-00 : Bata Bullets (ブランタイヤ) - 2000-01 : Total Big Bullets (ブランタイヤ) - 2001-02 : Total Big Bullets (ブランタイヤ) - 2002-03 : バキリ・ブレッツ (ブランタイヤ) - 2004 : バキリ・ブレッツ (ブランタイヤ) - 2005-06 : ビッグ・ブレッツ (ブランタイヤ) - 2006 : MTLワンダラーズ (ブランタイヤ) - 2007 : エスコム・ユナイテッド (ブランタイヤ) - 2008 : シルバー・ストライカーズ (リロングウェ) - 2009-10 : シルバー・ストライカーズ (リロングウェ) - 2010-11 : エスコム・ユナイテッド (ブランタイヤ) - 2011-12 : シルバー・ストライカーズ (リロングウェ) | - 2012-13 : シルバー・ストライカーズ (リロングウェ) - 2013-14 : シルバー・ストライカーズ (リロングウェ) - 2014-15 : ビッグ・ブレッツ (ブランタイヤ) - 2015-16 : ビッグ・ブレッツ (ブランタイヤ) - 2016-17 : カムズ・バラックス FC（ブランタイヤ） - 2017 : ビィ・フォアード ワンダラーズFC（ブランタイヤ） - 2018 :ビッグ・ブレッツ （ブランタイヤ） - 2019 :ビッグ・ブレッツ （ブランタイヤ） - 2020-21 : ビッグ・ブレッツ (ブランタイヤ) - 2022 :ビッグ・ブレッツ （ブランタイヤ） |

## クラブ別優勝回数
| クラブ                                                                                   | 回数 |
| ---------------------------------------------------------------------------------------- | ---- |
| ブレッツ (旧称 Bata, Total Big, Bakili Bullets)                                          | 16   |
| シルバー・ストライカーズ                                                                 | 8    |
| ビィ・フォアード ワンダラーズ (旧称 Limbe Leaf, Telecom, MTL Wanderers,Mighty Wanderers) | 6    |
| エスコム・ユナイテッド                                                                   | 2    |
| ADMARCタイガース                                                                         | 1    |
| CIVOユナイテッド                                                                         | 1    |
| MDCユナイテッド                                                                          | 1    |
| カムズ・バラックス                                                                       | 1    |

## 歴代得点王
| シーズン | 選手                               | 所属クラブ                          | ゴール数 |
| 2001-02  | Heston Munthali                    | MDCユナイテッド                     | 24       |
| 2002-03  | Ganizani Malunga                   | Bakili Bullets                      | 28       |
| 2004     | Rodrick Douglas                    | Illovo                              | 18       |
| 2005-06  | Aggrey Kanyenda                    | MTLワンダラーズ                     | 18       |
| 2006     | Aggrey Kanyenda                    | MTLワンダラーズ                     | 16       |
| 2007     | Chiukepo Msowoya                   | エスコム・ユナイテッド              | 17       |
| 2008     | Diverson "Agogo" Mlozi             | ブレッツ                            | 14       |
| 2009     | Tony Chitsulo                      | シルバー・ストライカーズ            | 17       |
| 2010     | Chikondi Mpulula/ Luka Milanzi     | ブルー・イーグルスFC / Escom        | 18       |
| 2011     | Ishmael Thindwa                    | ブレッツ                            | 18       |
| 2012     | Vincent Chinthenga                 | Bvumbwe Research                    | 18       |
| 2013     | Ishmael Thindwa                    | EPAC ユナイテッド                   | 18       |
| 2014     | Gastin Simkonda                    | Moyale                              | 18       |
| 2015     | Chiukepo Msowoya / Innocent Bokosi | ビッグ・ブレッツ/レッド・ライオンズ | 14       |
| 2016     | Richard Mbulu                      | Mafco                               | 19       |